# Mahmoud El-Badry
Mahmoud El Badry (tiếng Ả Rập: محمود البدري)born năm 1991 là một cầu thủ bóng đá người Ai Cập cùng với Zamalek và anh là sản phẩm của học viện trẻ Zamalek. Mahmoud có màn ra mắt mùa giải 2010–2011. Trong kỳ chuyển nhượng mùa hè 2011, El Badry được cho mượn đến câu lạc bộ mới lên hạng Telephonat Bani Sweif trong một mùa giải.